# 33. gardna strelska divizija (ZSSR)
Za druge 33. divizije glejte 33. divizija.
33. gardna strelska divizija (rusko 33-я гвардейская стрелковая дивизия) je bila gardna strelska divizija v sestavi Rdeče armade med drugo svetovno vojno.

## Zgodovina
Divizija je bila ustanovljena junija 1942 z reorganizacijo ostankov 3. zračnoprevoznega korpusa. 
Med drugo svetovno vojno je sodelovala v bitki za Stalingrad, za Sevastopol in za Köningsberg.

## Organizacija
- štab
- 84. gardni strelski polk
- 88. gardni strelski polk
- 91. gardni strelski polk
- 59. gardni artilerijski polk

## Poveljstvo
Poveljniki
- polkovnik Aleksander Ivanovič Utvenko (1942)
- polkovnik Georgij Afanasjevič Afanasjev (1943)